# Cârșie, Caraș-Severin
Cârșie este un sat în comuna Sichevița din județul Caraș-Severin, Banat, România.